# Jaworzyna Śląska
Jaworzyna Śląska (niem. Königszelt) – miasto w Polsce, położone w województwie dolnośląskim, w powiecie świdnickim, w gminie miejsko-wiejskiej Jaworzyna Śląska, której jest siedzibą. Miasto należy do aglomeracji wałbrzyskiej.
W latach 1975–1998 miejscowość należała administracyjnie do województwa wałbrzyskiego. Według danych GUS z 1 stycznia 2023 r. miejscowość liczyła 5046 mieszkańców (565. miejsce w kraju). Gęstość zaludnienia wynosi 1162,7 osób na 1 km² (17. miejsce w województwie).

## Położenie
Jaworzyna Śląska leży w południowo-zachodniej części Równiny Świdnickiej w obrębie Przedgórza Sudeckiego.

## Historia
Przez miasto przechodziła budowana przez Towarzystwo Kolei Wrocławsko-Świdnicko-Świebodzickiej linia kolejowa z Wrocławia do Świebodzic, dziś stanowiąca część linii kolejowej nr 274. W miejscu rozgałęzienia trasy na linię do Świdnicy i Świebodzic powstał najpierw przystanek kolejowy, później natomiast stacja węzłowa wraz z zapleczem i osiedlem kolejarskim.
Niemiecka nazwa osady, Königszelt (w tłumaczeniu królewski namiot) nawiązuje do czasów wojny siedmioletniej oraz stacjonowania na tych ziemiach w 1761 r. wojsk pruskich i ich dowódcy – Fryderyka II Wielkiego, króla Prus. Polska nazwa, bez oparcia w tradycji, nawiązuje do nazwy miejscowości Stary Jaworów, której częścią były początkowo ziemie, na których dziś leży miasto.
Początkowo Jaworzyna Śląska stanowiła osadę kolejowo-przemysłową przy rozwijającym się węźle kolejowym z parowozownią. Na początku lat 60. XIX wieku w okolicy Jaworzyny odkryto żwiry budowlane, dość rzadkie w tych rejonach, oraz glinki kaolinowe.
Odkrycie surowców, a także dostatek drewna, węgla kamiennego (z pobliskiego Zagłębia Wałbrzyskiego), gazu i dobra komunikacja kolejowa zadecydowały, że w 1863 Traugott Silber wzniósł w Jaworzynie fabrykę porcelany, po wojnie upaństwowioną, w roku 1993 sprywatyzowaną na rzecz pracowników jako Zakłady Porcelany Stołowej „Karolina”, a w 2022 przejętą przez HM Investment (właściciela marki Gerlach). Obok fabryki porcelany z czasem istniały w mieście również inne zakłady: fabryka melasy, gorzelnia, mleczarnia, które obecnie nie istnieją. Upadłość samej fabryki porcelany ogłoszono w lutym 2024 roku.
W 1945 r. miejscowość została włączona do Polski. Ówczesna ludność Jaworzyny Śląskiej została wysiedlona do Niemiec. Miejscowość uzyskała prawa miejskie w 1954 roku.
Zamknięta w 1991 roku wraz ze spadkiem przewozów kolejowych i wyłączeniem z ruchu liniowego ostatnich lokomotyw parowych parowozownia funkcjonuje od tego czasu jako skansen kolejnictwa, natomiast od 2004 roku jako prywatne Muzeum Kolejnictwa na Śląsku.

## Demografia
Piramida wieku mieszkańców Jaworzyny Śląskiej w 2014 roku.

## Sport
W Jaworzynie Śląskiej działa m.in. Miejski Klub Sportowy „Karolina”, mający 4 sekcje: kolarstwa, judo, piłki nożnej i piłki siatkowej.

## Zabytki

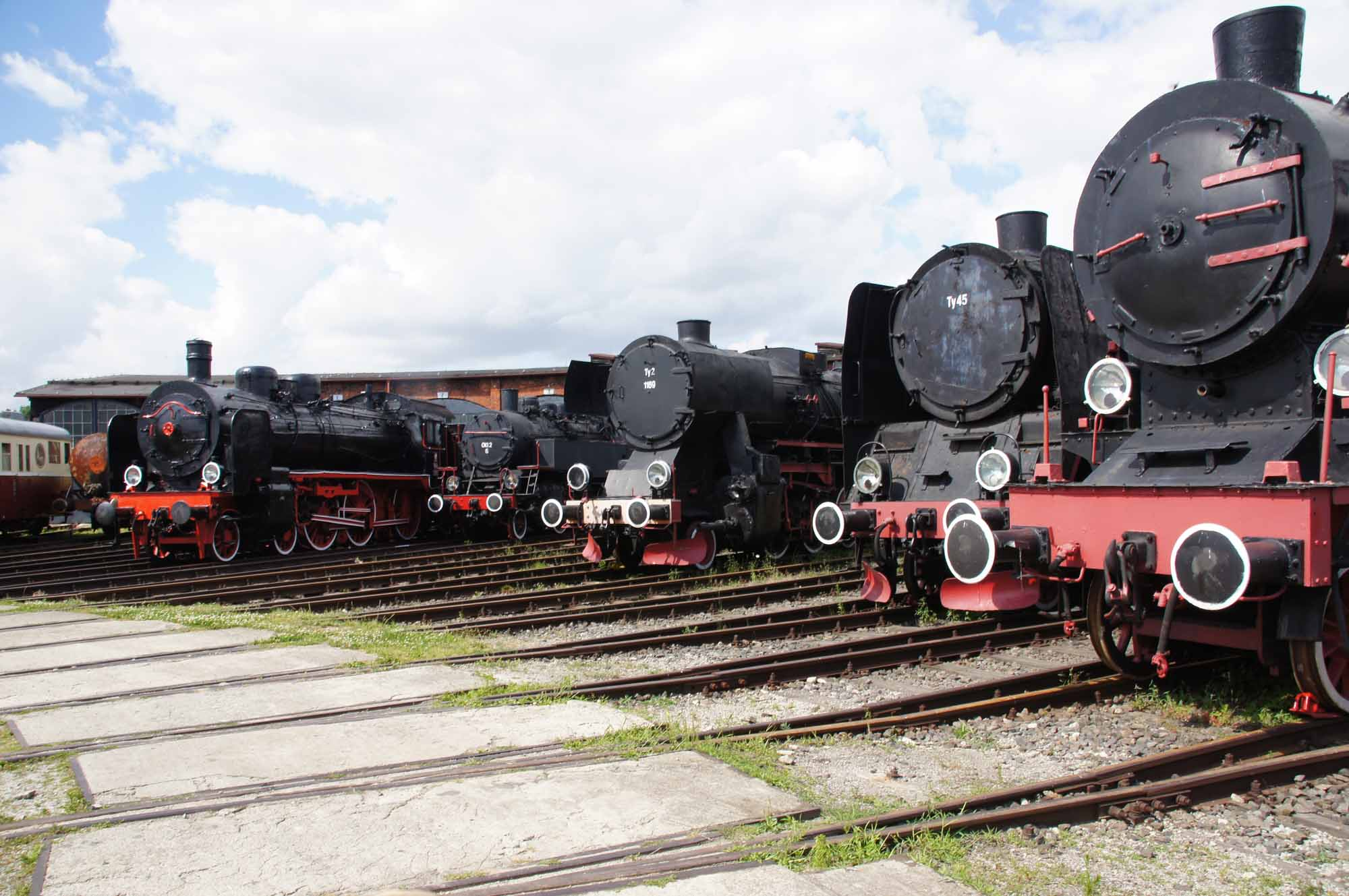
Muzeum Przemysłu i Kolejnictwa na Śląsku

Do wojewódzkiego rejestru zabytków wpisane są:
- willa z roku 1880, obecnie komisariat kolejowy, ul. Wolności 2
- Muzeum Przemysłu i Kolejnictwa na Śląsku
- zakład produkcji porcelany stołowej „Karolina”
- stadion miejski
- stawy „Żwirownia”
- rzymskokatolicki kościół pw. św. Józefa

## Atrakcje turystyczne
Do atrakcji turystycznych miasta zaliczają się Muzeum Kolejnictwa na Śląsku z kolekcją m.in. parowozów oraz karczma położona nad brzegiem starej żwirowni.

## Współpraca zagraniczna

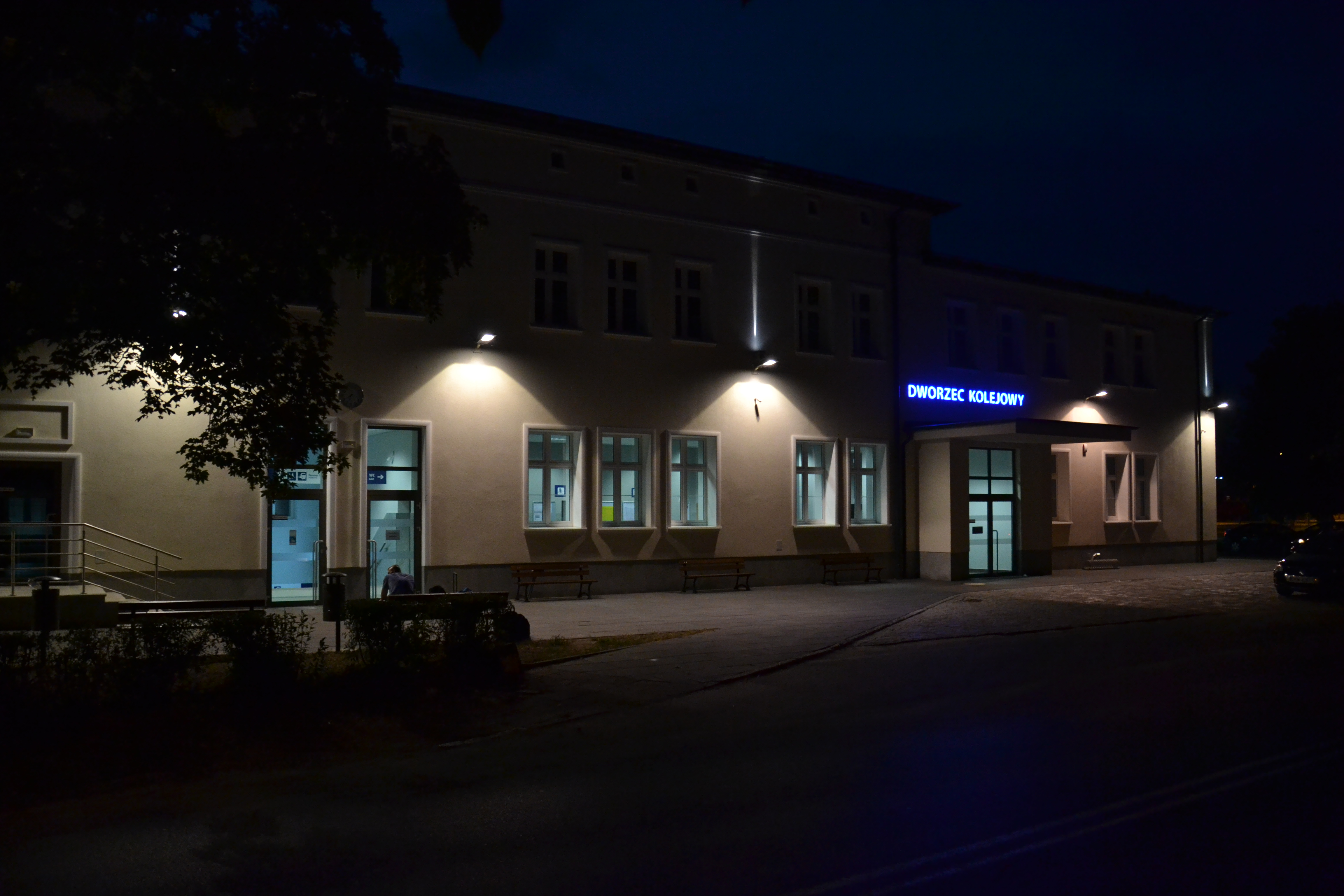
Dworzec kolejowy

Miasta partnerskie:
- Czechy, Teplice nad Metují
- Niemcy, Pfeffenhausen
- Francja, Peyremale
- Niemcy, Ostritz